# Kurtaczek blady
Kurtaczek blady (Pitta nympha) – gatunek małego, kontrastowo ubarwionego ptaka z rodziny kurtaczków (Pittidae).  Występuje we wschodnich i południowo-wschodnich Chinach, Korei Południowej (wyspa Czedżu, być może także południowo-zachodnia część półwyspu), południowej Japonii oraz na Tajwanie. Zimuje na wyspie Borneo. Jest gatunkiem narażonym na wyginięcie. Nie wyróżnia się podgatunków.
WyglądMa małe czarne oczy, szary dziób.
Wymiary
- długość ciała: 16–20 cm[4]
- rozpiętość skrzydeł: 36 cm
- masa ciała: 67,5–155 g[4]

PożywienieZjada głównie bezkręgowce (zwłaszcza owady), sporadycznie węże, jaszczurki czy małe gryzonie.
StatusIUCN od 1994 roku klasyfikuje kurtaczka bladego jako gatunek narażony (VU, Vulnerable). Liczebność populacji szacuje się na około 1500–7000 dorosłych osobników. Trend liczebności populacji jest oceniany jako spadkowy.